# Haverslev Idrætsforening
Haverslev Idrætsforening (HIF) er en idrætsforening fra byen Haverslev, som ligger 35 km syd for Aalborg. 
HIFs fodboldafdeling er slået sammen med IK Sylvia Ravnkilde og deres hold hedder Ravnkilde/Haverslev. Den mest kendte tidligere spiller er Thomas Thomasberg.